# Shahrestān di Fasa
Lo shahrestān di Fasa (farsi شهرستان فسا) è uno dei 29 shahrestān della provincia di Fars, in Iran. Il capoluogo è Fasa. Lo shahrestān è suddiviso in 4 circoscrizioni (bakhsh): 
- Centrale (بخش مرکزی)
- Sheshdeh (بخش ششده و قره‌بلاغ), con la città di Sheshdeh.
- Shibkoh (بخش شیبکوه), con capoluogo Zahedshahr.
- Now Bandegan (بخش نوبندگان)